# Sin-Idinam
Sin-Idinam je bil deveti kralj Larse, ki je vladal od 1849 do 1843 pr. n. št. (dolga kronologija).
Soočal se je z vzponom mestnih  držav Babilona in Ešnune in se s slednjo boril za oblast v dolini Dijala.
V svoji kratki vladavini je osvojil vse, kar se je osvojiti dalo. Poleg mest, ki so že bila podložna Larsi, je osvojil Ur, Bad-tibiro in mesta v dolini Dijala in jih obdržal skoraj ves čas svojega vladanja. Prodrl je skoraj do Ašurja in osvojil Ibrat v porečju Tigrisa. Razen po osvajanjih je znan tudi po gradnjah številnih templjev in prekopov za preusmeritev toka Tigrisa, ki je po odjugah v gornjem toku povzročal v Larsi katastrofalne poplave.
V času Nur-Adadove in Sin-Idinamove  vladavine je  Larsa doživela svoj kulturni višek. V mestu je bila kot uradni jezik spet uvedena sumerščina, verjetno zaradi osvojitve Nipurja.